# کایسا کالین
کایسا کالین (انگلیسی: Kaisa Collin؛ زادهٔ ۱۶ آوریل ۱۹۹۷) بازیکن فوتبال اهل فنلاند است.
وی همچنین در تیم ملی فوتبال زنان فنلاند بازی کرده‌است.